# Piazza della Santissima Annunziata

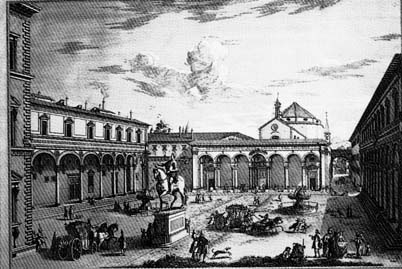
Gravure de la place par Giovanni Stradano
(conservée au Palazzo Vecchio)

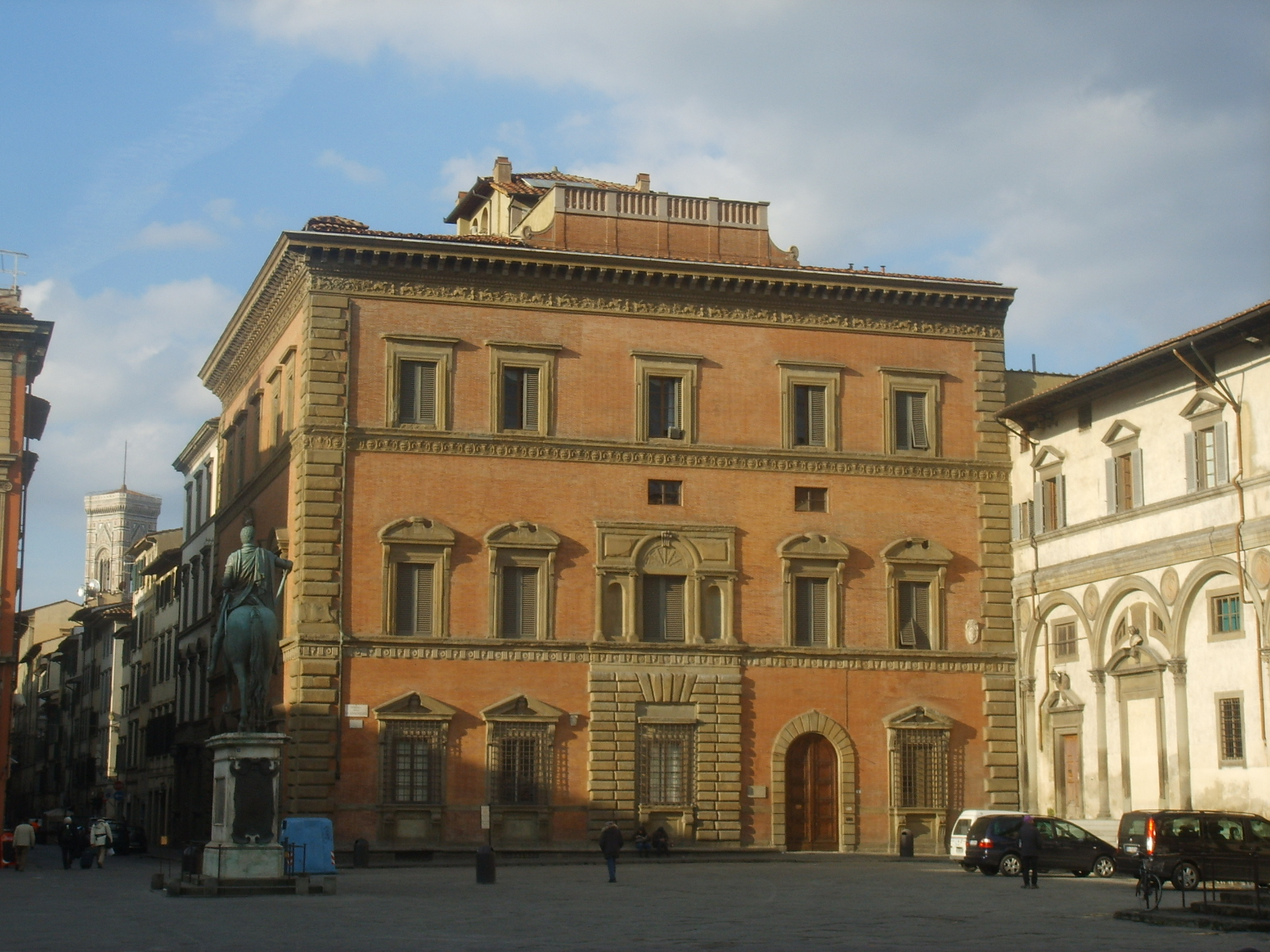
Le palais Budini-Gattai dans la perspective de la Via dei Servi vers le centre (on aperçoit le campanile de Giotto)

La Piazza della Santissima Annunziata (place de la Très Sainte Annonciation) est une place de la ville de Florence de grande harmonie stylistique due aux bâtiments qui la bordent des plus grands architectes de la Renaissance artistique italienne, conception globale due à Filippo Brunelleschi.

## Les bâtiments donnant sur la place
- La basilique de la Santissima Annunziata vers le portique principal de la place,
- L'hôpital des Innocents Spedale degli Innocenti,
- La Loggia dei Servi di Maria ou Il Loggiato della Confraternita dei Servi di Maria, suivant le style de Brunelleschi, par Baccio d'Agnolo et Antonio da Sangallo le Vieux de 1516 à 1525.
- L'entrée du Musée archéologique national de Florence dans le palazzo della Crocetta,
- Le Palazzo Grifoni, aujourd'hui Palazzo Budini-Gattai (it). Bâti sur des terrains herbeux appartenant à l'ordre, à la suite d'une décision du prieur général accordant leur permission aux citadins[1], œuvre de Bartolomeo Ammannati dont les travaux durèrent de 1557 à 1563. Devenu palazzo Riccardi-Manelli, il est aujourd'hui le palazzo Budini-Gattai.

- L'institut géographique militaire qui occupe, via Cesare Battisti, une grande partie de l'ex-couvent de la basilique de la Santissima Annunziata.

Au milieu de la place :
- La statue équestre du Grand-duc Ferdinand Ier de Médicis (it), au centre de la place, œuvre de Giambologna, terminée par Pietro Tacca, en 1608, après la mort de Giambologna, elle commémore le couronnement des actions du grand-duc Ferdinand Ier de Médicis suivant une statue analogue de Giambologna pour son père Cosme Ier pour la Piazza della Signoria.

- Deux fontaines baroques de Pietro Tacca.
- La Via dei Servi, reliant la place au centre de la ville, elle ouvre une perspective jusqu'à Santa Maria del Fiore.